# Милош Ђуровић
Милош Ђуровић (Крушевац, 1991) српски je глумац и гласовни глумац. Познат је по улогама Бранио сам Младу Босну и Црвени месец.

## Лични живот
Рођен је 1991. године у Крушевцу. Прве позоришне улоге играо је као члан глумачке секције у гимназији. Дипломирао је на Факултету драмских уметности у Београду, у класи Владимира Јевтовића. Пажњу публике привукао је улогом младог Стефана Првовенчаног, у Немањићи — рађање краљевине.

Улогу у филму Бранио сам Младу Босну добио је случајно, у београдском кафићу, у ком је радио као конобар, доносећи редитељу Срђану Кољевићу еспресо:
Направио сам кастинг и нашао све младе глумце, за улоге које сам тражио. Идеја је била да морају да их играју млади глумци, који су вршњаци тих момака. Једино нисам могао да пронађем младог глумца за улогу Гаврила Принципа јер је ту потребна и нека врста физичке сличности. Оно што је мени било важно је тај поглед, који је сугестиван и који сви памтимо из историјских књига и читанки.

У кафићу сам наручио продужени еспресо, са својом ћерком која је студент режије, и рекао: „Видиш овај конобар који нам доноси кафу, мени треба глумац који има такав поглед". Одговорила ми је: „Тата, то је студент четврте године глуме из Крушевца". Милош је рекао да није био на кастингу јер је тај дан ишао кући, у Крушевац, па сам га позвао на нови кастинг.

## Филмографија
| Год.       | Назив                              | Улога                    |
| ---------- | ---------------------------------- | ------------------------ |
| 2010-те    |                                    |                          |
| 2014–2015. | Бранио сам Младу Босну             | Гаврило Принцип          |
| 2015.      | Један минут                        |                          |
| 2015.      | Кукавица                           |                          |
| 2016.      | Град                               | Дечко                    |
| 2016.      | Андрија и Анђелка                  | Колега са факултета      |
| 2016.      | Плишани солитер/Велвет скајскрапер | Ненад                    |
| 2016.      | Сумњива лица                       | Радишин мали             |
| 2018.      | Немањићи — рађање краљевине        | млади Стефан Првовенчани |
| 2018.      | Жетва                              | Немања                   |
| 2018.      |                                    | Немања                   |
| 2018–2019. | Ургентни центар                    | Стева Бајић              |
| 2019.      | Црвени месец                       | Никола Станимировић      |
| 2020-те    |                                    |                          |
| 2021.      | Време зла                          | Љубиша Дачић             |
| 2022.      | Луча                               | Љубиша Дачић             |
| 2022.      | Човек из Техногаса                 |                          |
| 2023.      | Лако је Ралету                     | Доктор                   |
| 2023.      | Индиго кристал                     | Маре                     |
| 2023.      | Закопане тајне                     | Васја Шумански           |

## Представе
| Представа                   | Улога                   |
| --------------------------- | ----------------------- |
| Тамо далеко на острву спаса | Лазар                   |
| Пурпурно острво             |                         |
| Не оклевај - импровизуј     |                         |
| Свиња                       | Свиња, Американац       |
| Малограђанска свадба        |                         |
| Марија Стјуарт              | Мортимер, Политов нећак |

## Улоге у синхронизацијама
| Година     | Цртани филм                                          | Улога                 |
| ---------- | ---------------------------------------------------- | --------------------- |
| 2016.      | Бамзи и град лопова                                  | Рејнард, вук          |
| 2018.      | Невероватна прича о џиновској крушки                 | окрутни гусар #1      |
| 2018.      | Макс Стил                                            |                       |
| 2018-2019. | Екстремни фудбал                                     | Пол, Себастијан, Раф  |
| 2020.      | Винкс (С8, Облакодер)                                | Рејвен                |
| 2020.      | Вик Викинг                                           |                       |
| 2020.      | Ратови звезда: Ратови клонова (2008) (Синкер медија) | Анакин Скајвокер      |
| 2020.      | Лило и Стич: Серија (званична синхронизација)        | додатни гласови       |
| 2021.      | Уздизање нинџа корњача (С2)                          | Рафаел                |
| 2021.      | К3 (Призор)                                          | Бобел, Џон Питер итд. |
| 2021.      | Трансформерси: Сајберверс (С3)                       |                       |
| 2021.      | Легенда о Ењу                                        | Тумарж, Квагнага      |
| 2022.      | Жизел и зелена екипа                                 | сви мушки ликови      |